# Melaleuca genialis
Melaleuca genialis är en myrtenväxtart som beskrevs av Lepschi. Melaleuca genialis ingår i släktet Melaleuca och familjen myrtenväxter. Inga underarter finns listade i Catalogue of Life.